# کبوتر سالوین
 کبوتر سالوین (نام علمی: Patagioenas oenops) نام یک گونه از سرده کبوتر میدانی آمریکایی است.